# Bareun-mirae-Partei
Die Bareun-mirae-Partei (Koreanisch: 바른미래당, Transliteration: Bareun-mirae-dang, ins Deutsche übersetzt: Partei der rechten Zukunft oder Partei der richtigen Zukunft) ist eine zentristische Partei in Südkorea. Sie entstand Anfang 2018 aus der liberalen Gungminui-Partei und der konservativen Bareun-Partei.

## Geschichte
Im Januar 2018 gaben die beiden Parteivorsitzenden der Vorgängerparteien bekannt, ihre politische Arbeit zusammenlegen zu wollen. Daraus entstand die neue Bareun-mirae-Partei, die seit dem 13. Februar 2018 aktiv ist. Die Gungminui-Partei war traditionell in der Region Jeolla-do stark und die Bareun-Partei konnte in der Region Gyeongsang-do gute Wahlergebnisse erzielen.
In der Gungminui-Partei stieß die Zusammenlegung mit der Bareun-Partei aufgrund von politischen Differenzen auf Widerstand. Daraufhin gründeten einige Mitglieder der Gungminui-Partei am 6. Februar 2018 die Minju-peyonghwa-Partei, die im südkoreanischen Parlament mit der Jeongui-Partei eine Fraktion bildet.
Bei den südkoreanischen Regionalwahlen am 13. Juni 2018 konnte die Partei fünf von 824 Sitzen in den Provinzparlamenten und 21 von insgesamt 2.927 Sitzen in den Kommunalparlamenten erzielen.